# Antonina Zubkova
Antonina Zubkova (em russo:  Антонина Зубкова) foi uma aviadora (navegadora) e capitão em vários esquadrões aéreos soviéticos durante a Segunda Guerra Mundial. Pelo seu serviço militar, ela foi agraciada com o título de Heroína da União Soviética no dia 18 de agosto de 1945.